# اريك لي (صحفي)
اريك لي (بالإنجليزية: Eric Lee)‏ هو نقابي وصحفي أمريكي، ولد في 1955 في نيويورك في الولايات المتحدة.